# Åskfågeln förlag
Åskfågeln förlag annonserades som nytt varumärke 2013 i samband med att de lanserade de nya utgåvorna av svenska översättningarna av soloäventyren med Ensamma Vargen. Företaget bakom varumärket var som tidigare under Rävspel Gillbring grafisk design. Senare bytte företaget namn till Åskfågeln handelsbolag. Åskfågeln förlag består av Tove Gillbring, Anders Gillbring och Lukas Thelin. 
Sedan 2004 ges även speltidningen Fenix ut under varumärket Åskfågeln.

## Utgivet material

### Rollspel

#### Western
Sedan den fjärde utvågan av Western ges detta ut av Åskfågeln. Den fjärde utgåvan gräsrotsfinansierades även för engelsk utgåva via kickstarter och drog in närmare 800 000 SEK.

#### Ensamma vargen
2014 lanserades rollspelet i Ensamma Vargens värld Magamund på svenska. Spelet är en översättning av Mongoose Publishings rollspel från 2005. Nya illustrationer till spelet skapades av Lukas Thelin.

### Soloäventyr

#### Ensamma vargen
- Flykt undan mörkret (2014[3]) - Del 1 i serien, översättning från engelska originalet Flight from the dark. Kai-serien.
- Eld över vattnet (2015[4]) - Del 2 i serien, översättning från engelska originalet Fire on the water. Kai-serien.
- Kaltes grottor (2015[5]) - Del 3 i serien, översättning från engelska originalet The caverns of Kalte. Kai-serien.
- Domedagsklyftan (2015[6]) - Del 4 i serien, översättning från engelska originalet The Chasm of Doom. Kai-serien.
- Skuggor i sanden (2016[7]) - Del 5 i serien, översättning från engelska originalet Shadow on the Sand. Kai-serien.
- Skräckens länder (2016[8]) - Del 6 i serien, översättning från engelska originalet The kingdoms of Terror. Magnakai-serien.
- Slottet död (2017[9]) - Del 7 i serien, översättning från engelska originalet Castle death. Magnakai-serien.
- Fasornas djungel (2019) - Del 8 i serien, översättning från engelska originalet The jungle of Horrors. Magnakai-serien.

#### Freeway warrior
- Motorvägens krigare (2018[10]) - Första delen på svenska  i Joe Devers serie i fyra delar.
- Gatlopp genom bergen (2018[11])  - Andra delen på svenska i Joe Devers serie i fyra delar.
- Highway holocaust (2017[12]) -  Första delen i nyutgåvan av Joe Devers post-apokalyptiska serie om the roadwarrior (i fyra delar). På engelska.
- Slaughter mountain run (2018[13]) - Andra delen i nyutgåvan av Joe Devers post-apokalyptiska serie om the roadwarrior (i fyra delar). På engelska.
- The omega zone (2019[14]) - Tredje delen i nyutgåvan av Joe Devers post-apokalyptiska serie om the roadwarrior (i fyra delar). På engelska.

### Övriga böcker
- The dark and hairy annals of Birger barbaren (2012[15]) - En antologi över seriestrippar med karaktären Birger Barbaren som publicerats i Fenix. Skapad av Åke Rosenius.
- Dice - rendezvous with Randomness (2017[16]) - En fotobok med tärningar i olika miljöer, skapad av Måns Danneman. Gräsrotsfinansierades via kickstarter[17]
- Vilda Västern (2019[18]) - En faktabok om verkliga profiler i vilda västern.
- Guld och Bly (2021[19]) - Figurspel som utspelas i Westerns värld